# Museo de Historia Natural del Condado de Los Ángeles
El Museo de Historia Natural del Condado de Los Ángeles es el mayor museo de historia natural del oeste de los Estados Unidos. Situado en la ciudad de Los Ángeles, en California, sus colecciones incluyen casi 35 millones de especímenes y artefactos que cubren 4500 millones de años de historia.  
Abrió sus puertas en 1913. En el 2003 el museo comenzó un proceso de transformación para renovar sus exhibiciones. El museo reabrió su rotonda que data de 1913, ahora antisísmica, reforzada y renovada, con la nueva exhibición denominada: «La era de los mamíferos» en 2010; su sala de exhibición dedicada a los dinosaurios abrió en julio de 2011. En el 2013, se abrió una nueva sala de exhibición dedicada a la historia de Los Ángeles, denominada: «Convirtiéndose en Los Ángeles». Los jardines naturales exteriores y el laboratorio natural, el cual explora la vida silvestre local, se abrieron en 2013.

## Historia

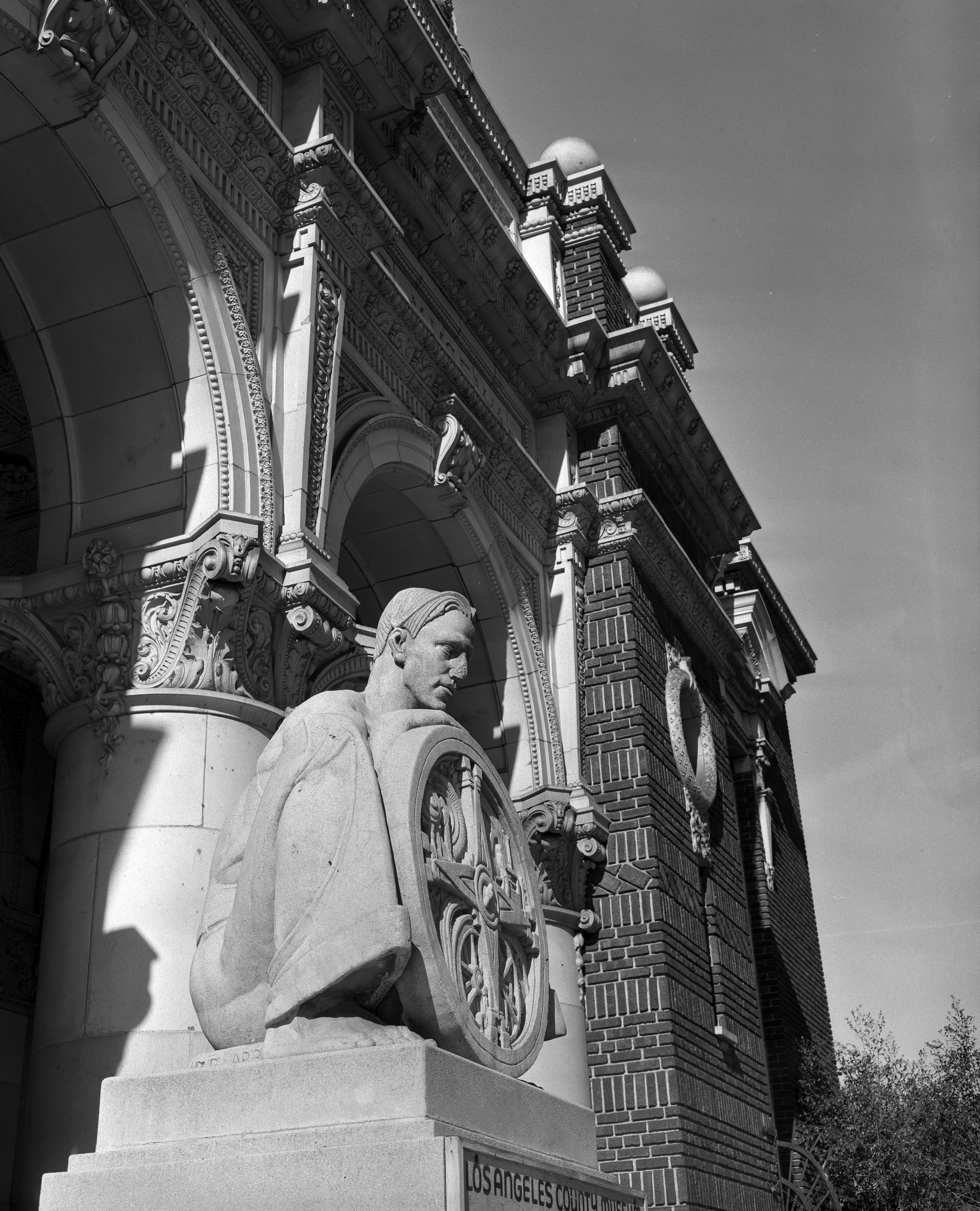
La antigua puerta este del Museo de Historia Natural, en 1956.

El NHM abrió en Exposition Park, Los Ángeles, California, Estados Unidos, en el año de 1913 como un museo de historia, ciencia y arte. El impulso para su apertura lo dio una asociación fundada en 1910. Su distintivo edificio principal, de muros de mármol, domo y rotonda con columnata, se encuentra en el registro nacional de lugares históricos de los Estados Unidos. Salas adicionales y ampliaciones se construyeron y abrieron al público en 1925, 1930, 1960 y 1976. 
En el año de 1961, el museo fue dividido en: El museo de ciencia e historia del condado de Los Ángeles y El museo de arte del condado de Los Ángeles, LACMA (por sus siglas en inglés). El LACMA se mudó a su nuevo edificio en el bulevar Wilshire en 1965 y al museo de ciencias e historia se le cambió el nombre a Museo del condado de Los Ángeles de historia natural y con el tiempo cambio al actual: Museo de Historia Natural del Condado de Los Ángeles. 

## Colecciones e investigaciones
El museo mantiene una serie de colecciones e investigaciones de los siguientes campos:
- Anélidos
- Antropología y Arqueología
- Crustáceos
- Equinodermos
- Entomología
- Etnología
- Herpetología
- Historia
- Ictiología
- Paleontología de invertebrados
- Paleontología de vertebrados
- Malacología
- Mineralogía
- Ornitología
- Teriología

El museo cuenta con tres pisos de exhibiciones permanentes. Entre las exhibiciones más populares se encuentran aquellas dedicadas a los distintos hábitats naturales, las dedicadas a los dinosaurios, las dedicadas a las culturas precolombinas, las del centro de descubrimientos Ralph M. Parsons y el zoológico de insectos, y las del nuevo laboratorio de la naturaleza, que explora la fauna urbana del sur de California.
El museo tiene dos museos satélites, los cuales son: El Museo George C. Page en Rancho La Brea y el parque y museo William S. Hart en Newhall, Santa Clarita, California.
Las colecciones del museo son sobresalientes en muchos campos, pero las colecciones de mineralogía y de paleontología del pleistoceno son las más apreciadas, esto último, gracias a la riqueza en la variedad de especímenes recolectados de rancho La Brea. El museo reúne aproximadamente 30 millones de especímenes representativos de la fauna marina.

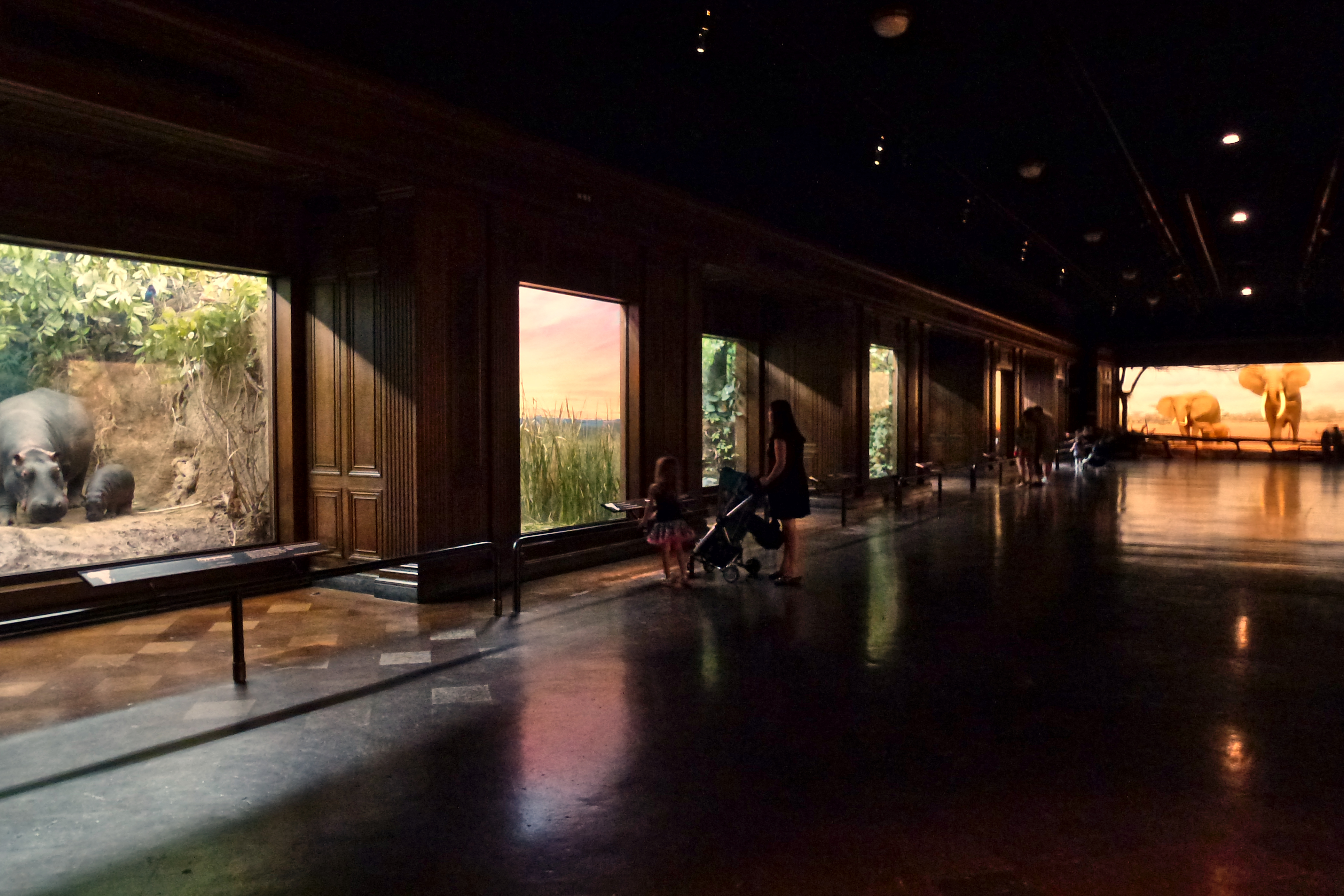
Sala de exhibición de mamíferos africanos

A través de los años, el museo ha construido anexos o ampliaciones al edificio original. Pero es la rotonda, el espacio original y especialmente construido para la su apertura en 1913 y es uno de los  más representativos por su elegancia y popularidad. Delineado por columnas de mármol y coronado por una cúpula armada de vitrales, ese salón es también el sitio de una de las primeras piezas artísticas públicas financiadas por el condado de Los Ángeles, una estatua Beaux-Arts, realizada por Julia Bracken Wendt intitulada: “Las tres musas” o “Historia, Ciencia y Arte”.  Esta sala es uno de los espacios más distintivos de Los Ángeles y ha sido usado en muchas ocasiones como locación fílmica.
El museo reserva un pabellón exterior cada primavera y verano para una exposición dedicada a las mariposas y, en el mismo sitio, para la exposición dedicada a las arañas en el otoño.